# Südtangente (Bonn)
Die Südtangente Bonn ist ein Verkehrsprojekt, das seit etwa 1960 innerhalb der Stadt Bonn als mehrspurige Straßenverbindung zwischen der Bundesautobahn 565 und der Bundesautobahn 59 diskutiert wird. Die westliche Anknüpfung an die A 565 könnte auf der Höhe der linksrheinischen Stadtteile Röttgen (Bonn), Ückesdorf und Ippendorf liegen.

## Grundlagen
Das Projekt gehört zu dem rechtsrheinisch liegenden ebenfalls geplanten Ennertaufstieg mit einer Verbindung zur Bundesautobahn 3. Nötig ist dabei die Überquerung des Rheins an der Konrad-Adenauer-Brücke (Bonn), auch Südbrücke genannt, mit einer Nutzung der Bundesautobahn 562. Beide Vorhaben waren und sind umstritten. Im Bundesverkehrswegeplan 2030 wird das Projekt als weiterer Bedarf geführt, der Landesbetrieb Straßenbau NRW hat bereits 2018 erklärt, dass bis zum Jahr 2030 lediglich die weitere Planung für das Vorhaben abgeschlossen wäre, ein Bau also erst nach 2030 realisiert werden könnte.
Für den Bau sind unter anderem zwei Tunnel angedacht, von denen der eine den Aufstieg in den rechtsrheinischen Ennert bewältigen soll, der andere unter dem Venusberg und Teilen des Kottenforstes hindurchführen soll. Dazu kommt zumindest in einer Studie noch eine längere Brücke kurz vor dem Knotenpunkt mit der bestehenden Bundesautobahn 3.

## Diskussion
Bürgerinitiativen und Anwohner erwarten eine Störung der Landschaft, eine deutliche Zunahme des Lärms, Umweltschäden und mehr Verkehr statt einer Entlastung. Im Einzelnen wird die Zerstörung der geschützten Naherholungsgebiete Venusberg, Kottenforst und Ennert befürchtet, die Zerteilung von Wohngebieten, die Senkung des Grundwasserspiegels als Folge des Tunnelbaus im Gebiet des Venusbergs und des Ennerts, mehr Abgas- und Feinstaubbelastung mit Folgen für zahlreiche links- wie rechtsrheinische Bonner Stadtteile. Zu den prominenten Gegnern der Südtangente gehört der ehemalige SPD-Bundestagsabgeordnete Ulrich Kelber.
Die Befürworter wie etwa die Industrie- und Handelskammer erwarten eine Entlastung der in Teilen angespannten Verkehrssituation aufgrund der stetig weiter angestiegenen Bevölkerungszahlen, insbesondere eine Verkehrsberuhigung in Beuel und weniger Staus auf B 42 und A 59.
Für eine linksrheinische Verlängerung der A 562 wurden jahrzehntelang Flächen zwischen den Stadtbezirken Bonn und Bad Godesberg freigehalten. Im Juni 2006 beschloss der Bonner Stadtrat jedoch eine Bebauung dieser Flächen, die inzwischen erfolgt ist. Zu diesem Projekt liegen mehrere Gutachten vor. Die meisten lehnen eine Verwirklichung ab.
Der letzte Streit entbrannte schließlich auch um die Frage, ob und mit welchen Konsequenzen die Planung 2016 in den Bundesverkehrswegeplan 2030 aufgenommen werden sollte und wie eine Finanzierung erfolgen könnte. Die Kommunalpolitiker vertreten dazu abweichende Positionen. SPD und Grüne des Raumes Bonn lehnen das Projekt ab, CDU und FDP haben sich unterschiedlich deutlich dafür ausgesprochen. Letztendlich wurde die Strecke dann als „weiterer Bedarf“ in den Verkehrswegeplan aufgenommen. Die Gesamtstrecke wird mit 11,5 km angegeben, die Kosten sollen mindestens 683,4 Millionen Euro betragen; außerdem ist bereits im Plan ausgeführt, dass hier besondere naturschutzrechtliche Bedingungen zu beachten sein werden.